# Michael D. Swords
Michael D. Swords là giáo sư Khoa học tự nhiên đã nghỉ hưu tại Đại học Western Michigan, chuyên viết về khoa học nói chung và hiện tượng dị thường, đặc biệt là cận tâm lý học, động vật học thần bí, và UFO học, biên tập ấn phẩm học thuật The Journal of UFO Studies. Ông còn là thành viên hội đồng quản trị của Trung tâm Nghiên cứu UFO J. Allen Hynek.

## Tiểu sử
Năm 1962, Swords tốt nghiệp Đại học Notre Dame với tấm bằng Cử nhân. Ông học ngành hóa sinh tại Đại học Tiểu bang Iowa (nơi ông lấy bằng Thạc sĩ), và ở Đại học Case Western Reserve (nơi ông lấy bằng Tiến sĩ vào năm 1972).
Sau này, Swords nghỉ hưu như một giáo sư khoa học tự nhiên tại Đại học Western Michigan, kèm theo giải thưởng Giảng dạy Xuất sắc vào năm 1978.
Là một nhà UFO học, Swords còn là một chuyên gia thuộc Ủy ban Condon. 
Ông đảm nhận công việc biên tập viên của tạp chí Journal for UFO Studies.
Ông cũng là một nhà bình luận nổi tiếng xuất hiện trên khung giờ vàng trong chương trình truyền hình đặc biệt vào năm 2005 của Peter Jennings Reporting: UFOs — Seeing Is Believing, thảo luận về lịch sử ban đầu từ các cuộc điều tra UFO của Quân đội Mỹ (xem thêm Dự án Sign và Dự án Grudge.)

## Hội nhóm
- Hội vì Tiến bộ Khoa học Mỹ
- Hội Giáo sư Đại học Mỹ
- Hội Khám phá Khoa học

## Tác phẩm
- UFOs and Government: A Historical Inquiry (Amonalist Books: 2012) by The UFO History Group, Michael Swords, Robert Powell, Richard Thieme, et al.[4]
- "THUMBNAIL HISTORY OF ENVIRONMENTALISM" tại Wayback Machine (lưu trữ ngày 2 tháng 2 năm 2003), Western Michigan University
- "THE USAF-SPONSORED COLORADO PROJECT FOR THE SCIENTIFIC STUDY OF UFOS" tại archive.today (lưu trữ ngày 13 tháng 1 năm 2013)